# Bajt Dadżan
Bajt Dadżan (arab. بيت دجن) – nieistniejąca już arabska wieś, która była położona w Dystrykcie Jafy w Mandacie Palestyny. Wieś została wyludniona i zniszczona podczas wojny domowej w Mandacie Palestyny, po ataku żydowskich sił Hagany w dniu 25 kwietnia 1948 roku.

## Położenie
Bajt Dadżan leżała w centralnej części równiny Szaron. Według danych z 1945 do wsi należały ziemie o powierzchni 1732,7 ha. We wsi mieszkało wówczas 3840 osób.
| Własność gruntów | Powierzchnia gruntów [ha] |
| ---------------- | ------------------------- |
| Arabowie         | 1226,1                    |
| Żydzi            | 197,5                     |
| publiczne        | 309,1                     |
| Razem            | 1732,7                    |

| Rodzaj użytkowanych gruntów | Arabowie (hektary) | Żydzi (hektary) |
| --------------------------- | ------------------ | --------------- |
| uprawy cytrusów             | 799                | 107,8           |
| uprawy oliwek               | 35                 | -               |
| uprawy nawadniane           | 319,5              | 758             |
| uprawy zbóż                 | 676                | 83              |
| nieużytki                   | 343,1              | 56              |
| zabudowane                  | 60                 |                 |

## Historia
Najstarsze wzmianki o wiosce (Bīt Dagana i Bet Dgn) pochodzą ze starożytnych tekstów asyryjskich i egipskich. Było to filistyńskie miasto, którego nazwa odnosiła się do boga Dagona, który opiekował się rolnictwem i zbożem. Pod nazwą Bet-Dagon dwukrotnie jest wymieniana w Biblii, jako miasto należące do żydowskiego pokolenia Judy. Izraelski historyk Mosze Szaron sugeruje, że pod żydowskim panowaniem nazwę miasta zmieniono na Bet Dagan, co odnosiło się do pszenicy i wskazywało na dobrobyt mieszkańców. Hieronim ze Strydonu opisał miasto w IV wieku n.e. jako „bardzo duże”. Pod nazwą Kafar Dagon lub Cafardagon wchodziło w skład zespołu greckich miast Diospolis (łac. Colonia Lucia Septimia Severia Diospolis), w który wchodziły ówczesne Lydda i Jibna. Na mapie z Madaby z VI wieku widnieje pod nazwą Beto Dagana.
W połowie VII wieku cała Palestyna przeszła pod panowanie Arabów. Kalif Hiszam ibn Abd al-Malik wybudował w Bajt Dadżan pałac z białymi marmurowymi kolumnami. Arabski podróżnik i geograf Al-Mukaddasi w X wieku wspomina miasto pod nazwą Dajūn, które posiadało własny meczet. Większość mieszkańców miasta stanowili Samarytanie. W owym czasie, jedna z ośmiu bram pobliskiego miasta Ramla również nosiło nazwę Dajūn. W XI wieku miasto służyło jako garnizon wojsk Fatymidów w Palestynie. W okresie panowania krzyżowców, król Ryszard I Lwie Serce wybudował w 1191 roku w miejscowości zamek obronny znany jako Casal Maen (lub Casal Moein). Po bitwie pod Jafą w 1192 roku wojska Saladyna zburzyły miejscowość i zamek krzyżowców. W 1226 roku arabski geograf Jakut Ibn Abdallah al-Hamawi wspomina Bajt Dadżan już jako jedną z wiosek w rejonie Ramli. W 1517 roku Palestyna przeszła pod panowanie osmańskie. Raport podatkowy z 1596 roku wspomina wieś, której mieszkańcy płacili podatki z upraw pszenicy, jęczmienia, sezamu, drzew owocowych, winnicy, oraz hodowli kóz i pszczelarstwa. Odnaleziony arabski napis na podłodze z 1762 roku wymienia nazwę wioski Bajt Dadżan. Pod koniec XIX wieku wieś opisana jest jako otoczona drzewami oliwnymi umiarkowanej wielkości osada. W 1895 roku Philip Baldensperger takimi słowami opisał Bajt Dadżan: „Mieszkańcy są bardzo pracowici, zajmują się głównie wyrobem mat oraz koszy do przewożenia ziemi i kamieni. Są właścicielami wielbłądów dla przewożenia ładunków z Jafy do Jerozolimy, uprawiają ziemię i pracują na budowach itd., w Jafie lub robotach kolejowych. Kobiety codziennie chodzą grupami do Jafy, a w środę do Ramli - na tamtejszy rynek, z kurami, jajami i mlekiem”.
W wyniku I wojny światowej wieś wraz z całą Palestyną przeszła w 1918 roku pod panowanie Brytyjczyków. W 1922 roku utworzyli oni formalnie na tym obszarze Mandat Palestyny. W okresie tym Bajt Dadżan była dużą wsią. We wsi znajdowały się dwie szkoły podstawowe, osobna dla chłopców (w 1945 r. było 353 uczniów) i dziewcząt (w 1945 r. były 102 uczennice).

W poszukiwaniu skutecznego rozwiązania narastającego konfliktu izraelsko-arabskiego w dniu 29 listopada 1947 roku została przyjęta Rezolucja Zgromadzenia Ogólnego ONZ nr 181. Zakładała ona między innymi, że wieś Bajt Dadżan miał znaleźć się w granicach nowo utworzonego państwa żydowskiego. Arabowie odrzucili tę rezolucję i dzień później doprowadzili do wybuchu wojny domowej w Mandacie Palestyny. W trakcie jej trwania siły żydowskiej Hagany w dniu 25 kwietnia 1948 roku zajęły i wysiedliły wieś Bajt Dadżan. Mieszkańcy uciekli do sąsiednich wsi i miast.

## Miejsce obecnie
Na miejscu opuszczonej wioski powstała w 1948 roku żydowska miejscowość Bet Dagan, natomiast pola uprawne zajęły moszawy Gannot (1948 r.), Miszmar ha-Sziwa (1949 r.) i Chemed (1950 r.). Palestyński historyk Walid Chalidi, tak opisał pozostałości wioski Bajt Dadżan: „Wiele domów pozostaje ... Niektóre są opuszczone, inne są zajęte przez żydowskie rodziny, lub używane jako sklepy, biurowce, czy hurtownie. Posiadają one liczne cechy architektoniczne. Jeden zamieszkały dom wykonany jest z betonu i ma plan prostokąta, płaski dach, prostokątne okna z przodu i dwa łukowate boczne okna. Inny został przekształcony w synagogę Eli Cohen, jest wykonany z betonu i ma płaski dach oraz okrągłe, łukowe przednie drzwi i okna”.